# فيرنر كوخ
فيرنر كوش (بالألمانية: Werner Koch)‏ هو عالم عقيدة وصحفي ألماني، ولد في 26 ديسمبر 1910 في بيلفلد في ألمانيا، وتوفي في 31 يوليو 1994 في Emlichheim ‏ في ألمانيا.